# Koolstof-stikstofcyclus

Koolstof-stikstofcyclus

De koolstof-stikstofcyclus (ook aangeduid als CNO-cyclus of CNOF-cyclus waarbij de C staat voor koolstof, de N voor stikstof, de O voor zuurstof en de F voor fluor) is een van de twee fusiereacties in sterren waarbij waterstof in helium wordt omgezet. Deze reactie is de belangrijkste vorm van energieproductie in sterren met een temperatuur in de kern van meer dan 18 miljoen kelvin. Bij lichtere en minder hete sterren  zoals de zon zorgt de proton-protoncyclus voor het grootste deel van de energieproductie.
De koolstof-stikstofcyclus is een serie van nucleaire reacties waarbij uiteindelijk een heliumkern wordt gevormd uit oorspronkelijk vier protonen. De koolstof gedraagt zich als katalysator omdat de cyclus begint en eindigt met een koolstofkern.
| 12C + 1H | → | 13N + γ       |
| 13N      | → | 13C + e+ + νe |
| 13C + 1H | → | 14N + γ       |
| 14N + 1H | → | 15O + γ       |
| 15O      | → | 15N + e+ + νe |
| 15N + 1H | → | 12C + 4He     |
De cyclus werd beschreven door Hans Albrecht Bethe, die hiervoor in 1967 de Nobelprijs kreeg.

## Stikstof-zuurstofcyclus
Bij de als laatste genoemde reactie kan ook een zuurstof-16-kern ontstaan. Dan ontstaat de stikstof-zuurstofvariant van de cyclus (ook wel de NO-cyclus genoemd):
| 15N + 1H | → | 16O + γ       |
| 16O + 1H | → | 17F + γ       |
| 17F      | → | 17O + e+ + νe |
| 17O + 1H | → | 14N + 4He     |

## Zuurstof-fluorcyclus
Bij de laatst genoemde reactie kan ook een fluor-18-kern ontstaan. Dan ontstaat de zuurstof-fluorvariant van de cyclus (ook wel de OF-cyclus genoemd):
| 17O + 1H | → | 18F + γ   |
| 18F + e− | → | 18O + νe  |
| 18O + 1H | → | 19F + γ   |
| 19F + 1H | → | 16O + 4He |